# Le Grand-Serre
Le Grand-Serre ist eine französische Gemeinde mit 949 Einwohnern (Stand: 1. Januar 2022) im Département Drôme in der Region Auvergne-Rhône-Alpes; sie gehört zum Arrondissement Valence und zum Kanton Drôme des collines. 

## Geographie
Le Grand-Serre liegt etwa 33 Kilometer südsüdöstlich von Vienne an der Galaure und an ihrem parallel verlaufenden Zufluss Galaveyson. Le Grand-Serre wird umgeben von den Nachbargemeinden Lentiol im Norden, Thodure im Nordosten, Saint-Clair-sur-Galaure im Osten, Valherbasse mit Montrigaud im Südosten und Süden, Saint-Christophe-et-le-Laris im Südwesten sowie Hauterives im Westen.

## Bevölkerungsentwicklung
| Jahr                       | 1962 | 1968 | 1975 | 1982 | 1990 | 1999 | 2006 | 2019 |
| Einwohner                  | 773  | 800  | 702  | 721  | 722  | 735  | 771  | 906  |
| Quellen: Cassini und INSEE |      |      |      |      |      |      |      |      |

## Sehenswürdigkeiten
- Kirche Saint-Mamert aus dem 11. Jahrhundert, frühere Benediktinerpriorei

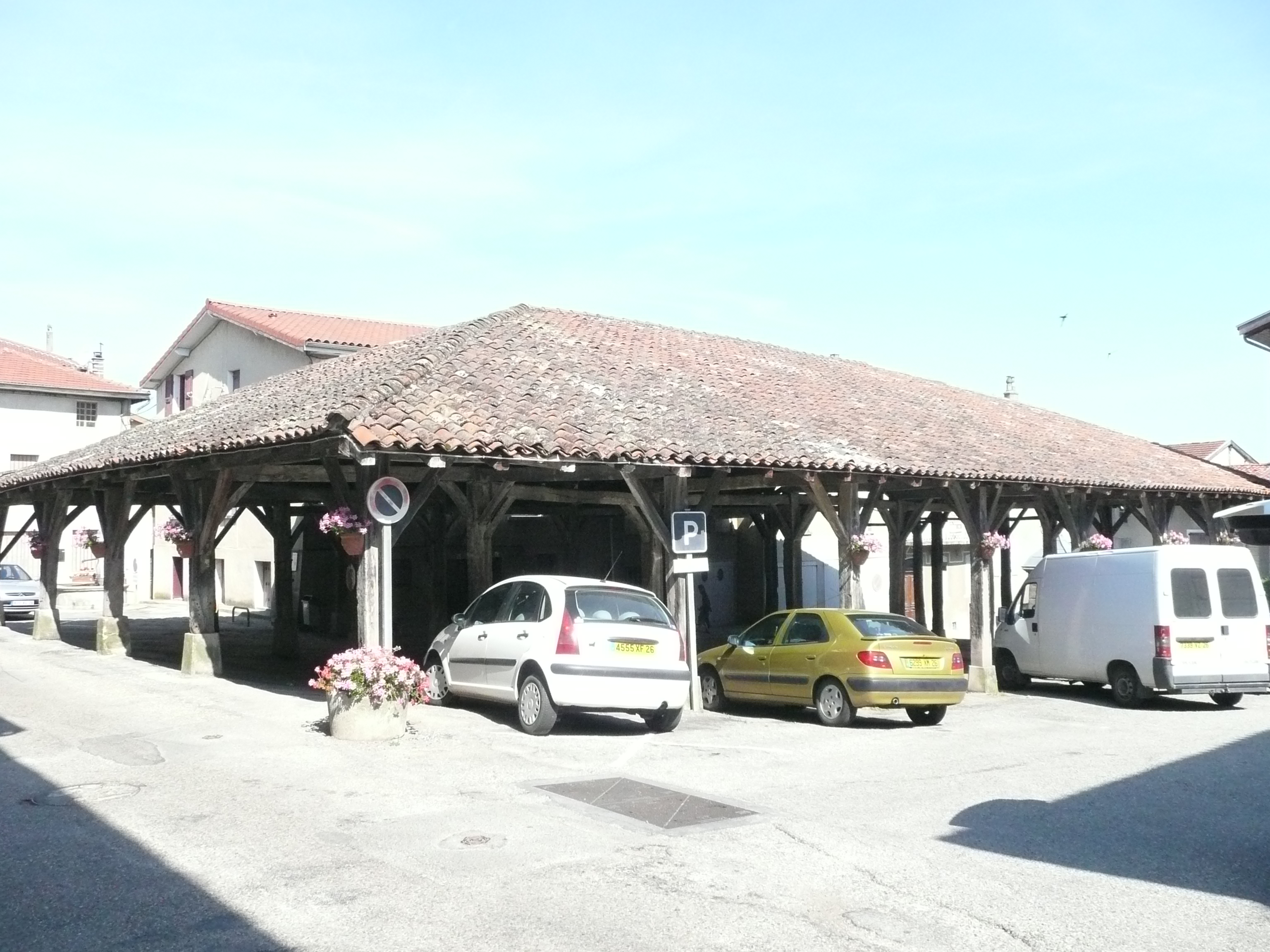
Mittelalterliche Markthalle

- mittelalterliche Markthalle

## Persönlichkeiten
- Joseph Bédier (1864–1938), Romanist und Mediävist